# Język kildin
Język kildin (lapoński kildin, lapp, saami) – język saamski z grupy wschodniej, używany przez kilkaset osób w europejskiej części Federacji Rosyjskiej, w obwodzie murmańskim. Ludność etniczna nazywa go „са̄мь” (saami).
Jest silnie zagrożony wymaciem. W 1989 r. podano, że językami saamskimi na Półwyspie Kolskim posługuje się 800 osób (przede wszystkim użytkowników kildin). Według nowszych szacunków kildin (2011) ma 100 rodowitych użytkowników.
We wszelkich sferach życia dominuje język rosyjski, co sprawia, że kildin wykazuje silne wpływy rosyjskiego, zarówno w zakresie leksyki, jak i gramatyki. Niegdyś kildin znajdował się pod wpływem języków norweskiego (historyczny język kontaktowy) i karelskiego (przynajmniej do I poł. XX w.).
Podejmowano próby tworzenia literatury w języku kildin.